# Spy School
Spy School (Brasil: Escola de Espiões ) é um filme de comédia e drama americano, lançado fora dos Estados Unidos, como Doubting Thomas or Lies and Spies. O filme é estrelado por Forrest Landis e AnnaSophia Robb como os personagens principais. O filme centra-se nas aventuras de Thomas Miller, em seus esforços para salvar a filha do presidente de ser sequestrada.

## Elenco
| Ator / Atriz    | Personagem      |
| --------------- | --------------- |
| Forrest Landis  | Thomas Miller   |
| AnnaSophia Robb | Jackie Hoffman  |
| Rider Strong    | Sr. Randall     |
| Lea Thompson    | Claire Miller   |
| D.L. Hughley    | Albert          |
| Roger Bart      | Diretor Hampton |
| Brian Posehn    | Grissom         |
| Ezra Buzzington | Cedric Bailey   |
| Taylor Momsen   | Madison Kramer  |

## Ligações Externas
- Spy School. no IMDb.